# 阿迪勒·拉米
阿迪勒·拉米（法語：Adil Rami，發音：[a.dil ʁa.mi]；1985年12月27日—）是摩洛哥裔法國足球運動員，司職中堅。
拉米早年因興趣而投身業餘足球，在業餘聯賽作賽三季後於2006年被法甲球隊里爾簽下，其後成為里爾的正選球員。2011年1月，拉米與西甲球隊華倫西亞簽約四年，隨即被外借至舊東主里爾，成為里爾聯賽及盃賽雙冠王功臣之一。2013年1月，拉米被球隊租借去意甲球隊AC米蘭，身披13號球衣。2018年5月16日，拉米擔任馬賽先發後衛出戰2018年歐霸盃決賽。
拉米擁有摩洛哥及法國雙重國籍，最終選擇為出生地法國國家隊上陣。他曾入選2010年世界盃足球賽初選名單，但落選最終名單。拉米在2012年歐洲國家盃首次入選法國隊大賽名單。
雖然受限於速度慢的弱點，整體實力一般，但拉米卻堪稱「人生贏家」；在2016年歐洲國家盃前夕由於皇馬主力後衛受傷，當時已經兩年沒有代表國家隊出賽的拉米作為的替補直接進入了23人大名單。此後拉米在2017年又未能獲得國家隊徵召，然而在2018年世界盃足球賽前夕，臨陣受傷的換成了，而拉米又再度入選大名單，擔任的替補。豐富的經驗與隨和的性格是他屢次獲得主教練青睞的主因。
在2018年世界盃足球賽進行期間，法國球員喜歡在開賽前玩弄拉米的鬍子，相信這能帶給球隊好運；最後法國隊也順利奪下第二座世界盃冠軍。儘管在七場比賽中拉米是除了三號門將外唯一沒有出場記錄的球員，但這個近似於親吻光頭祈福的儀式確實奏效，成為一段美談。
法國奪冠後，拉米正式宣布從國家隊退役。

## 榮譽
里爾
- 法甲: 2010–11[3]
- 法國盃：2010–11[3]

西維爾
- 欧罗巴联赛冠軍: 2015–16年[3]

馬賽
- 欧罗巴联赛亞軍：2017–18年[4]

法國
- 國際足總世界盃冠軍：2018[5]

個人
- 欧罗巴联赛最佳陣容：2015–16[6]
- 法國榮譽軍團勳章騎士級：2018年

## 外部連結
- AC米蘭官方檔案 （英文）
- 里爾檔案 （页面存档备份，存于） （法文）
- Atdil Rami – 法國職業足球聯賽数据 – 支持法语（已存档） （法文）
- 阿迪勒·拉米在《隊報》足球中的档案 （法文）
- Adil Rami profile at fff.fr （法文）
- Transfermarkt檔案 （页面存档备份，存于） （英文）
- Ciberche檔案 （页面存档备份，存于） （西班牙文）